# 第14太陽週期

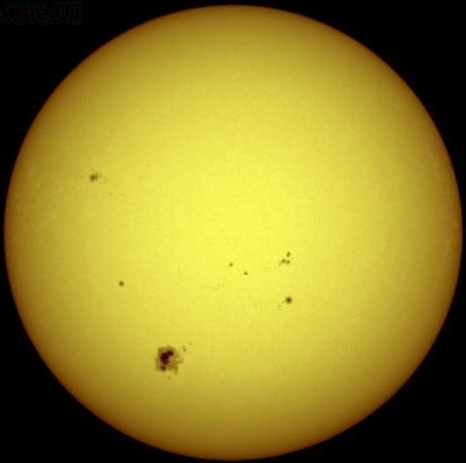
太陽和一些可見的黑子。

第14太陽週期是從1755年開始紀錄太陽黑子以來的第14個太陽週期，這個週期開始於1902年2月，結束於1913年8月，持續了11.5年。最大平滑黑子數(超過12個月期間的黑子月平均數值)為64.2，最小的數值為1.5，在這個週期內總共約有1,019天沒有黑子